# Tsavo (Fluss)
Der Tsavo ist ein Fluss im Süden Kenias in der ehemaligen Provinz Coast.

## Verlauf
Er entwässert Teile der nordöstlichen Hänge des Mawenzi (Kilimandscharo). Er fließt durch den Tsavo-West-Nationalpark und vereinigt sich im  Tsavo-East-Nationalpark sieben Kilometer nordöstlich der Stadt Tsavo mit dem Athi zum Sabaki (auch Galana genannt).